# حوليت
حوليت (بالعبرية: חוֹלִית) هي مستوطنة في جنوب غرب إسرائيل، تقع قرب نير اسحق ، وهي تحت إدارة مجلس إشكول الإقليمي. في 2019، بلغ عدد سكانها 169 نسمة.

## التسمية
تعني كلمة حوليت (بالعبرية: חוֹלִית) حرفياً الكثيب، وسميت بذلك للطبيعة الرملية لشبه جزيرة سيناء، حيث موقع المستوطنة الأول.

## التاريخ
أنشئت المستوطنة في 1978 ضمن مستوطنات الناحال قرب ياميت في شبه جزيرة سيناء. إلا أنه نتيجة لمعاهدة السلام المصرية الإسرائيلية في 1979، ألزمت إسرائيل بإخلاء جميع مستوطناتها في سيناء. في 1982، أعيد إنشاء المستوطنة في موقعها الحالي.
خلال عملية طوفان الأقصى، هاجم مسلحون من حركة حماس وفصائل المقاومة الفلسطينية في 7 أكتوبر 2023 مستوطنة حوليت، وأسفر الهجوم عن مقتل ما لا يقل عن 11 من سكان المستوطنة واثنين من العمال المهاجرين. ومن بين الضحايا كان هناك مواطنان أمريكيان على الأقل. لعب فصيل الدبابات النسائي التابع لكتيبة كراكال دوراً حاسماً في استعادة المستوطنة.